# Ignacy Tłoczyński
Ignacy Tłoczyński est un ancien joueur polonais de tennis né à Poznań le 14 juillet 1911 et mort à Édimbourg le 25 décembre 2000.

## Carrière
Il joue pour la Pologne en Coupe Davis, 43 matchs de 1930 à 1939. Dans sa première rencontre en 1930 il gagne ses deux simples ce qui contribue fortement à la Pologne de passer un tour pour la première fois de son histoire. Au tour suivant la Pologne s'incline lourdement 0 - 5 et subit une défaite notable en double (Tłoczyński / Warmiński) contre le Royaume-Uni : 0-6-0-6-0-6, la paire Collins / Gregory dont c'était la première association restera invaincu au bout de 6 doubles. En mai 1939 dans le climat tendu de l'invasion imminente de la Pologne par l'Allemagne les deux pays se rencontrent à Varsovie Tłoczyński bat deux joueurs du top 10 mondial Henner Henkel (6-4, 6-8, 6-4, 3-6, 6-3) et Roderich Menzel (2-6, 6-1, 5-7, 6-2, 9-7) et donnera la victoire à son pays. Il a participé à l'Insurrection de Varsovie, a été blessé et était placé dans un camp de prisonniers près de Salzbourg. Après la libération du camp il rejoint en Italie le deuxième corps polonais du Général Władysław Anders en compagnie d'un autre joueur de tennis Polonais prisonnier Czesław Spychała (mort en 1994 lui aussi un 25 décembre) et s'installe finalement au Royaume-Uni ou il participera en 1946 au premier tournoi de Wimbledon d'après guerre. En 1954 invité par le Maharaja de Madras il participe à des tournois de tennis et donne des leçons. Il devient ensuite entraîneur dans le club de tennis de Craiglockhart à Édimbourg jusqu'en 1990.
Il joue dans des tournois du Grand Chelem de 1931 à 1954.
Quart de finaliste à Roland-Garros en 1939 (défaite contre Bobby Riggs), et aussi demi-finaliste en double (défaite contre Charles Harris and Don McNeill).

### Titres en simples
- 1932 Welsh championships bat William Powell (6-3 7-5 7-5)[1]
- 1933 Nice 2d meeting bat Max Ellmer (2-6 6-2 6-2 6-1)
- 1934 Polish International Championships bat Józef Hebda (6-2 7-9 6-4 6-2)
- 1949 Championships of Scotland
- 1950 Championships of Scotland
- 1951 Championships of Scotland
- 1951 Master of London
- ? The North of England championship à Scarborough
- ? The North of England championship à Scarborough

### Finales en simples
- 1931 Polish International Championships battu par Benny Berthet (4-6 6-3 6-4 9-11 9-7)
- 1933 Cote d'Azur championships battu par Józef Hebda (0-6 6-4 6-3 6-3)
- 1947 British Hard Court Championships battu par Eric Sturgess (11-9 6-1 6-4)
- 1948 British Hard Court Championships battu par Eric Sturgess (6-2 6-3 6-1)